# Augny
Augny település Franciaországban, Moselle megyében. Lakosainak száma 2127 fő (2022. január 1.). Augny Moulins-lès-Metz, Coin-lès-Cuvry, Corny-sur-Moselle, Cuvry, Féy, Jouy-aux-Arches és Marly községekkel határos.

## Népesség
A település népességének változása:
| Lakosok száma | 1148 | 1503 | 1576 | 2478 | 2028 | 1899 | 1996 | 2165 | 2158 | 2127 |
|               | 1968 | 1982 | 1990 | 2006 | 2013 | 2015 | 2017 | 2019 | 2020 | 2022 |